# Gran Premio di Spagna 1988
Il Gran Premio di Spagna 1988 è stata una gara di Formula 1, disputatasi il 2 ottobre 1988 sul Circuito di Jerez de la Frontera. E'stata la quattordicesima prova del mondiale 1988 ed ha visto la vittoria di Alain Prost su McLaren - Honda, seguito da Nigel Mansell e da Alessandro Nannini.

## Qualifiche
Senna conquista l'undicesima pole position stagionale, con un vantaggio di circa sei centesimi su Prost; terzo tempo per Mansell, seguito da Boutsen, Nannini e Capelli.

### Classifica
| Pos                     | No | Pilota             | Costruttore                    | Tempo    | Distacco |
| ----------------------- | -- | ------------------ | ------------------------------ | -------- | -------- |
| 1                       | 12 | Ayrton Senna       | McLaren - Honda                | 1'24"067 |          |
| 2                       | 11 | Alain Prost        | McLaren - Honda                | 1'24"134 | +0"067   |
| 3                       | 5  | Nigel Mansell      | Williams - Judd                | 1'24"269 | +0"202   |
| 4                       | 20 | Thierry Boutsen    | Benetton - Ford                | 1'24"904 | +0"837   |
| 5                       | 19 | Alessandro Nannini | Benetton - Ford                | 1'25"032 | +0"965   |
| 6                       | 16 | Ivan Capelli       | March - Judd                   | 1'25"115 | +1"048   |
| 7                       | 6  | Riccardo Patrese   | Williams - Judd                | 1'25"217 | +1"150   |
| 8                       | 28 | Gerhard Berger     | Ferrari                        | 1'25"466 | +1"399   |
| 9                       | 1  | Nelson Piquet      | Lotus - Honda                  | 1'25"648 | +1"581   |
| 10                      | 27 | Michele Alboreto   | Ferrari                        | 1'26"447 | +2"380   |
| 11                      | 15 | Maurício Gugelmin  | March - Judd                   | 1'26"578 | +2"511   |
| 12                      | 30 | Philippe Alliot    | Lola Larrousse - Ford          | 1'26"832 | +2"765   |
| 13                      | 14 | Philippe Streiff   | AGS - Ford                     | 1'26"971 | +2"904   |
| 14                      | 21 | Nicola Larini      | Osella - Alfa Romeo            | 1'27"012 | +2"945   |
| 15                      | 2  | Satoru Nakajima    | Lotus - Honda                  | 1'27"171 | +3"104   |
| 16                      | 29 | Yannick Dalmas     | Lola Larrousse - Ford          | 1'27"187 | +3"120   |
| 17                      | 17 | Derek Warwick      | Arrows - Megatron              | 1'27"240 | +3"173   |
| 18                      | 36 | Alex Caffi         | Dallara Scuderia Italia - Ford | 1'27"350 | +3"283   |
| 19                      | 25 | René Arnoux        | Ligier - Judd                  | 1'27"351 | +3"284   |
| 20                      | 23 | Pierluigi Martini  | Minardi - Ford                 | 1'27"407 | +3"340   |
| 21                      | 26 | Stefan Johansson   | Ligier - Judd                  | 1'27"474 | +3"407   |
| 22                      | 3  | Jonathan Palmer    | Tyrrell - Ford                 | 1'27"548 | +3"481   |
| 23                      | 22 | Andrea De Cesaris  | Rial - Ford                    | 1'27"798 | +3"731   |
| 24                      | 24 | Luis Pérez-Sala    | Minardi - Ford                 | 1'27"833 | +3"766   |
| 25                      | 18 | Eddie Cheever      | Arrows - Megatron              | 1'27"859 | +3"792   |
| 26                      | 33 | Stefano Modena     | EuroBrun - Ford                | 1'27"977 | +3"910   |
| Vetture non qualificate |    |                    |                                |          |          |
| NQ                      | 10 | Bernd Schneider    | Zakspeed                       | 1'28"194 | +4"127   |
| NQ                      | 32 | Oscar Larrauri     | EuroBrun - Ford                | 1'28"664 | +4"597   |
| NQ                      | 4  | Julian Bailey      | Tyrrell - Ford                 | 1'29"066 | +4"999   |
| NQ                      | 9  | Piercarlo Ghinzani | Zakspeed                       | 1'29"503 | +5"436   |

## Gara
Al via Prost scatta meglio del compagno di squadra prendendo il comando della corsa; il pilota brasiliano perde anche la seconda posizione a favore di Mansell. Come gli è già capitato nel Gran Premio precedente, Senna comincia poi ad accusare un eccessivo consumo di carburante, dovendo rallentare; al 39º giro il pilota della McLaren viene quindi superato da Capelli (che si ritira poco dopo per problemi al motore), cedendo poi la posizione anche a Nannini. Prost vince davanti a Mansell, Nannini, Senna, Patrese e Berger.
Nonostante la vittoria, il francese non aumenta il proprio vantaggio in classifica su Senna a causa della regola degli scarti, che stabilisce che solo gli undici migliori risultati sono validi nella classifica piloti; avendo conquistato sei vittorie e sei secondi posti, Prost deve scartare un secondo posto, guadagnando quindi solo tre punti. Con questa situazione, se Senna (che ha avuto al suo attivo sette vittorie, due secondi, un quarto ed un sesto posto) vincerà nel Gran Premio del Giappone diventerà Campione del Mondo.

### Classifica
| Pos | N. | Pilota             | Costruttore/Motore             | Giri | Tempo/Ritiro              | Griglia | Punti |
| --- | -- | ------------------ | ------------------------------ | ---- | ------------------------- | ------- | ----- |
| 1   | 11 | Alain Prost        | McLaren - Honda                | 72   | 1h48'43"851               | 2       | 9     |
| 2   | 5  | Nigel Mansell      | Williams - Judd                | 72   | + 26"232                  | 3       | 6     |
| 3   | 19 | Alessandro Nannini | Benetton - Ford                | 72   | + 35"446                  | 5       | 4     |
| 4   | 12 | Ayrton Senna       | McLaren - Honda                | 72   | + 46"710                  | 1       | 3     |
| 5   | 6  | Riccardo Patrese   | Williams - Judd                | 72   | + 47"430                  | 7       | 2     |
| 6   | 28 | Gerhard Berger     | Ferrari                        | 72   | + 51"813                  | 8       | 1     |
| 7   | 15 | Maurício Gugelmin  | March - Judd                   | 72   | + 1'15"964                | 11      |       |
| 8   | 1  | Nelson Piquet      | Lotus - Honda                  | 72   | + 1'17"309                | 9       |       |
| 9   | 20 | Thierry Boutsen    | Benetton - Ford                | 72   | + 1'17"655                | 4       |       |
| 10  | 36 | Alex Caffi         | Scuderia Italia Dallara - Ford | 71   | + 1 giro                  | 18      |       |
| 11  | 29 | Yannick Dalmas     | Lola Larrousse - Ford          | 71   | + 1 giro                  | 16      |       |
| 12  | 24 | Luis Pérez-Sala    | Minardi - Ford                 | 70   | + 2 giri                  | 24      |       |
| 13  | 33 | Stefano Modena     | EuroBrun - Ford                | 70   | + 2 giri                  | 26      |       |
| 14  | 30 | Philippe Alliot    | Lola Larrousse - Ford          | 69   | + 3 giri                  | 12      |       |
| Rit | 26 | Stefan Johansson   | Ligier - Judd                  | 62   | Perdita ruota             | 21      |       |
| Rit | 18 | Eddie Cheever      | Arrows - Megatron              | 60   | Problemi al telaio        | 25      |       |
| Rit | 16 | Ivan Capelli       | March - Judd                   | 45   | Motore                    | 6       |       |
| Rit | 17 | Derek Warwick      | Arrows - Megatron              | 41   | Problemi al telaio        | 17      |       |
| Rit | 22 | Andrea De Cesaris  | Rial - Ford                    | 37   | Motore                    | 23      |       |
| Rit | 14 | Philippe Streiff   | AGS - Ford                     | 16   | Motore                    | 13      |       |
| Rit | 27 | Michele Alboreto   | Ferrari                        | 15   | Motore                    | 10      |       |
| Rit | 23 | Pierluigi Martini  | Minardi - Ford                 | 15   | Problemi al cambio        | 20      |       |
| Rit | 2  | Satoru Nakajima    | Lotus - Honda                  | 14   | Testacoda                 | 15      |       |
| Rit | 21 | Nicola Larini      | Osella - Alfa Romeo            | 9    | Problemi alle sospensioni | 14      |       |
| Rit | 3  | Jonathan Palmer    | Tyrrell - Ford                 | 4    | Problemi al telaio        | 22      |       |
| Rit | 25 | René Arnoux        | Ligier - Judd                  | 0    | Problemi all'acceleratore | 19      |       |
| NQ  | 10 | Bernd Schneider    | Zakspeed                       |      |                           |         |       |
| NQ  | 32 | Oscar Larrauri     | EuroBrun - Ford                |      |                           |         |       |
| NQ  | 4  | Julian Bailey      | Tyrrell - Ford                 |      |                           |         |       |
| NQ  | 9  | Piercarlo Ghinzani | Zakspeed                       |      |                           |         |       |
| NPQ | 31 | Gabriele Tarquini  | Coloni - Ford                  |      |                           |         |       |

## Classifiche

### Piloti
| Pos. | Pilota             | Punti   |
| ---- | ------------------ | ------- |
| 1    | Alain Prost        | 84 (90) |
| 2    | Ayrton Senna       | 79      |
| 3    | Gerhard Berger     | 38      |
| 4    | Michele Alboreto   | 24      |
| 5    | Thierry Boutsen    | 21      |
| 6    | Nelson Piquet      | 18      |
| 7    | Derek Warwick      | 17      |
| 8    | Ivan Capelli       | 16      |
| 9    | Nigel Mansell      | 12      |
| 10   | Alessandro Nannini | 10      |
| 11   | Eddie Cheever      | 6       |
| 12   | Maurício Gugelmin  | 5       |
| 13   | Jonathan Palmer    | 5       |
| 14   | Riccardo Patrese   | 4       |
| 15   | Andrea De Cesaris  | 3       |
| 16   | Pierluigi Martini  | 1       |
| 17   | Satoru Nakajima    | 1       |

### Costruttori
| Pos. | Team              | Punti |
| ---- | ----------------- | ----- |
| 1    | McLaren - Honda   | 169   |
| 2    | Ferrari           | 62    |
| 3    | Benetton - Ford   | 31    |
| 4    | Arrows - Megatron | 23    |
| 5    | March - Judd      | 21    |
| 6    | Lotus - Honda     | 19    |
| 7    | Williams - Judd   | 16    |
| 8    | Tyrrell - Ford    | 5     |
| 9    | Rial - Ford       | 3     |
| 10   | Minardi - Ford    | 1     |